# Vermögensverwaltende Familiengesellschaft
Unter einer vermögensverwaltenden Familiengesellschaft (auch Familienholding genannt) versteht man die gesellschaftsrechtliche Zusammenfassung des Vermögens einer Familie unter Beteiligung aller oder mehrerer Familienmitglieder.
Sie wird in der Praxis in verschiedenen Rechtsformen geführt, nämlich vor allem als Gesellschaft bürgerlichen Rechts, Kommanditgesellschaft, GmbH & Co. KG und GmbH. Ziel einer Familiengesellschaft ist die flexible Verwaltung und langfristige Erhaltung des Familienvermögens. Sie kann auch steuerlich vorteilhaft sein, indem Erträge und Wertzuwächse auf mehrere Personen, insbesondere aus der Kinder- und Enkelgeneration, verlagert werden. Die Errichtung einer vermögensverwaltenden Familiengesellschaft erfolgt meist im Zusammenhang mit der Planung der Vermögensnachfolge.
Die Übertragung von Anteilen an einer Familiengesellschaft (in der alle einzelnen Vermögenswerte zusammengefasst sind) kann gegenüber der Übertragung von Bruchteilen an den einzelnen Vermögenswerten Vorteile bieten. Die Vermögensübertragung ist flexibler und das Vermögen wird vor Zersplitterung geschützt. Die Übergeber können sich umfassende Entscheidungskompetenzen und Erträge vorbehalten. Es bietet sich ferner die steuerlich vorteilhafte Möglichkeit, Privatvermögen durch Einbringung in eine gewerblich geprägte Familiengesellschaft (z. B. GmbH & Co. KG) in Betriebsvermögen zu verwandeln und damit die Steuervergünstigungen für die Übertragung von Betriebsvermögen in Anspruch zu nehmen. Darüber hinaus erhalten Gläubiger und Unterhaltsberechtigte eines Gesellschafters keinen Zugriff auf das Gesellschaftsvermögen. Hier bietet die Familiengesellschaft eine Schutzfunktion. Ein zusätzlicher Vorteil ist, dass selbst Minderjährige Gesellschafter einer Familiengesellschaft werden und auf diese Weise bereits früh von Schenkungen profitieren können. Mit entsprechenden Regelungen im Gesellschaftsvertrag kann gleichzeitig verhindert werden, dass Minderjährige Einfluss auf Entscheidungen nehmen können.